# Dog Island Point
Das Kap Dog Island Point in dem westafrikanischen Staat Gambia liegt in der Mündung des Flusses Gambia zum Atlantischen Ozean am nördlichen Flussufer. Rund 300 Meter vorgelagert liegt die namensgebende Insel Dog Island.